# Rome: Total War
Rome: Total War (abreviat RTW) este de un joc video de strategie din 2004, acțiunea desfășurându-se în Roma antică. A fost creat de Creative Assembly, ca o combinație între strategie pe runde și bătălii tactice în timp real. Acțiunea jocului se petrece între secolele III î.Hr. - I d.Hr.

## Campania
Campania din Rome: Total War (în engleză Grand campaign) conține 3 facțiuni jucabile înca de la început, toate făcând parte din vechile famili aristocratice ale republicii romane: Casa Iulia, Casa Brutii și Casa Scipii.
După terminarea campaniei cu oricare din aceste 3 facțiuni, se deblochează alte 8 facțiuni: Grecia, Egiptul, Imperiul Seleucid, Cartagina, Galia, Britannia și Persia. Exista și facțiuni nejucabile: S.P.Q.R, Macedonia, Pontus, Armenia, Dacia, Numidia, Sciția, Tracia și Hispania. Acestea pot fi făcute jucabile prin moduri (modificari ale jocului).